# Трефолев, Леонид Николаевич
Леони́д Никола́евич Тре́фолев (9 [21] сентября 1839, Любим, Ярославская губерния, Российская империя — 28 ноября [11 декабря] 1905, Ярославль, Российская империя) — русский писатель, поэт и переводчик, публицист, журналист, краевед.

## Биография
Родился 9 (21) сентября 1839 года в городе Любиме Ярославской губернии в семье мелкого чиновника. Окончил курс в Ярославской гимназии (1856), учился в ярославском Демидовском юридическом лицее, но закончить его не смог по бедности. Почти всю жизнь прожил в Ярославле.
Работал учителем в ярославской воскресной школе, много лет состоял секретарём Общества для вспомоществования учащимся недостаточного состояния. С 1857 г. печатался в газете «Ярославские губернские ведомости». За несколько лет там были напечатаны его стихи («Иван Сусанин», «Катанье» и др.) и переводы («Добрая старушка» Беранже). С 1858 по 1864 гг. — помощник редактора неофициальной части «Ярославских губернских ведомостей». С 1864 г. печатался в столичных изданиях: «День», «Дело», «Искра», «Развлечение», «Народный голос», «Отечественные записки» (в 1880-е), «Вестник Европы», «Наблюдатель», «Русская мысль» и других. Иногда скрывал своё авторство за псевдонимами «Уединённый пошехонец», «Ярославский старожил».
В 1864 г. служил в Ярославской губернской строительной и дорожной комиссии правителем при канцелярии и секретарём общего её присутствия. После преобразования комиссии перешёл на службу в губернское правление, став редактором неофициальной части «Ярославских губернских ведомостей» (1864—1871 гг.) Под его редакцией, по отзывам столичных изданий (например, «Известий Императорского русского географического общества»), газета была одним из самых лучших однородных с нею по программе органов провинциальной печати; здесь Трефолев помещал свои статьи, преимущественно по предметам этнографии и истории, пользуясь местными архивами. Был вынужден оставить государственную службу и «Ярославские губернские ведомости» из-за политической неблагонадёжности. С 1872 г. до смерти служил в Ярославском земстве, редактором «Вестника Ярославского земства», и заведовал земской типографией.

У нас же, в подлейшем Ярославле, все состоит благополучно, то есть тише воды, ниже травы. Одним словом, мы благоденствуем, как свиньи в болоте, и хрюкаем: «как славно лежать в грязи!». Полнейший застой!.. Но живется в этом застое порядочным людям отвратительно. Из письма Ф. Д. Нефедову, 26 октября 1874 г.

В 1887 г. принял участие в VII Археологическом съезде в Ярославле. В 1900 г. и в 1903—1905 гг. был председателем Ярославской губернской учёной архивной комиссии. Член ЯГСК и некоторых других научных обществ. Неоднократно избирался гласным Пошехонского уездного земского собрания, активно участвовал в подготовке празднования 150-летнего юбилея театра им. Ф. Г. Волкова.
Умер 28 ноября (11 декабря) 1905 года в Ярославле. Похоронен на Леонтьевском кладбище Ярославля.

### Семья
О жене Трефолева практически ничего не известно. Дети: Владимир, Всеволод (?-?), Надежда и Ольга (?-до 1938). Владимир Леонидович (1873—1938) работал корректором Вестника Ярославского губернского земства. В советское время служил в Ярославле в различных учреждениях счетоводом, конторщиком. Работал на Урочском вагоноремонтном заводе, на машиностроительном заводе, на автомобильном заводе картотетчиком и помощником бухгалтера. С 23 декабря 1930 г. по 13 мая 1931 г. находился под следствием. Обвинен в шпионаже в пользу Германии и Латвии, убит 3 марта 1938 г. Реабилитирован в 1957 г. Надежда Леонидовна (1862-после 1938) закончила высшие женские Бестужевские курсы в Петербурге, работала заведующей книжным складом ярославского земства, а после 1917 г. — в коммунальном отделе. Выступала как популяризатор творчества своего отца в школах, библиотеках. Семейный фотоархив передала в Ярославский краеведческий музей. В начале 30-х гг. попала под следствие за незаконное хранение оружия, жила под подпиской о невыезде.

## Творчество
Историко-краеведческие статьи и очерки Трефолева печатались в «Русском архиве», «Историческом вестнике» и других журналах. Краеведческие публикации Трефолева на ярославские темы опираются на богатые источники, впоследствии часто утраченные, и имеют в основном публицистически-расследовательский характер. Это яркие памятники российской журналистики. Внимание исследователя было обращено главным образом к XVIII и началу XIX вв. Это было связано как с тем, что именно данный период наиболее полно был документирован в архивах, так и с интересом Трефолева к новой истории России, в которой он искал и находил проблемные узлы. Работа в архивах позволила собрать обширные сведения о быте и нравах той эпохи. Особенностями работы Трефолева с документом являются публицистическое осмысление исторического факта, весьма свободная интерпретация содержания публикуемых сведений с позиций интеллигента-демократа и критика общественных пороков. В своей работе он отказался как от сугубого эмпиризма, так и от апологетической тенденциозности. Он не оправдывает факт истории только на том основании, что факт этот имел место, и не отбирает в истории выигрышные для местного самолюбия сюжеты. Трефолев — гуманист и демократ — в описание исторических реалий привнес общий смысл, определяемый характером его личного миросозерцания, начал соотносить исторический факт со своим пониманием жизни и попытался посмотреть на историю осознанно, как на проблему, как на место конфликтного противоборства, как на драму и комедию.
В очерке «Меланхолик» (Русский архив. 1876. Кн. 3) в центре внимания автора — преступление угличского помещика Бакунина, прибившего поленом свою крепостную, и попытки просвещенного наместника Алексея Мельгунова предать преступника справедливому суду. Когда злодейство раскрылось, Бакунин «придумал заявить себя человеком больным, страдающим меланхолией».
Важнейшей чертой исследовательского подхода Трефолева является интерес к отдельной личности, — и к рядовому, частному человеку (в том числе к «жертве истории»), и к видному деятелю в истории, но всегда в проблемном освещении. Так, очерк «Предсмертное завещание русского атеиста» посвящен мышкинскому помещику-самоубийце Ивану Опочинину, оставившему предсмертный манифест (Исторический вестник. 1883. Т. 11). Атеист-вольтерьянец, покончивший с собой в 1793 г., в своем предсмертном письме излагает причины своего поступка, отправляясь от идеи отрицания бессмертия души и утверждения «своеволия»; отвращение к русской жизни также играет немалую роль: «После смерти нет ничего! Сей справедливый и соответствующий наивернейшему правилу резон <…> заставил меня взять пистолет в руки. Я никакой причины не имел пресечь свое существование. Будущее, по моему положению, представляло мне своевольное и приятное существование. Но сие будущее миновало бы скоропостижно; а напоследок самое отвращение к нашей русской жизни есть то самое побуждение, принудившее меня решить самовольно мою судьбу. О! Если бы все несчастные имели смелость пользоваться здравым рассудком…» Опочинин предал свое тело — бездушную «машину», управляемую законами природы, — в руки местных властей («Господа нижние земские судьи! Я оставляю вашей команде мое тело. Я его столько презираю… Будьте в том уверены») и распорядился об освобождении своих крестьян. Трефолев комментирует: «Страшным холодом и спокойствием могилы веет от предсмертной исповеди Опочинина, который, разумеется, не представлял собою исключительного, единичного явления в среде нашего дворянства екатерининской эпохи: ведь не производила же она, в русских помещичьих усадьбах, только Митрофанушек Простаковых. Нет, она производила и Гамлетов — Опочининых. Сии Гамлеты „в российском вкусе“ приходили тоже к убеждению: „какой злодей, какой я раб презренный!“ („Гамлет“, акт II. сцена 2-я, перевод Кронеберга) В действительности же они чуждались рабства и уж во всяком случае не были злодеями».
В 1866 г. опубликовал в первом выпуске «Трудов Ярославского губернского статистического комитета» очерк о странниках, открывший в печати тему ярославского старообрядчества, новые исследования о котором появляются в основном уже в конце ХIХ — начале XX века.
Начал писать и об истории ярославской журналистики (Заметка о первом провинциальном журнале «Уединённый пошехонец» // Ярославские епархиальные ведомости. 1880. № 41. Ч. неоф.; Первый русский провинциальный журнал «Уединённый пошехонец» // Русский архив. 1879. Кн. 3; Предшественник «Северного края» // Северный край. 1898. № 1 и др.).

…литературное перо Трефолева — живое, бегущее скороговоркой и всегда ироничное, с эдакой хитрецой подтрунивающее над стариной. Публицистическая заостренность «старинных» рассказов зачастую оказывалась для писателя-историка формой и способом намекнуть на «вопиющую» современность. Вообще жанр исторического анекдота был для Леонида Николаевича любимым, ходким, он частенько и факты в архивных документах выглядывал соответствующие — курьёзные, смеху подобные. А это уж, как говорится, свойство натуры, личности человека, что сполна отразилось в литературном наследстве нашего даровитого сочинителя.

### Переводчик
Переводил стихи славянских и польских поэтов (больше всего В. Сырокомли). Перевод стихотворения «Ямщик» («Почтальон») В. Сырокомли под названием «Когда я на почте служил ямщиком» стал народной песней.
Также переводил на русский язык стихотворения П. Дюпона, Г. Гейне, Г. Гервега, Т. Шевченко.

### Поэт
Как поэт Трефолев сформировался в некрасовской школе. Для ряда его произведений характерны мотивы любви к народу, сочувствия его нуждам. В стихах Трефолева очерчены образы столичной городской бедноты (стихотворения «Песня рабочих», «Грамотка», «Шут», «Честный должник»); но с особенным вниманием он рисует жизнь нищего, задавленного нуждой и трудом крестьянства («Песнь о камаринском мужике», стихотворения «Обоз», «Батрак», «Деревенская долюшка-доля», небольшая поэма «На бедного Макара и шишки валятся» и др.). Показал тяжёлую долю женщин(стихотворения «Красные руки», «Таинственный ямщик», «Дуня»). Однако, поэзии Трефолева не свойственна революционная целеустремлённость. В отдельных стихах его (особенно 1880-х гг.) звучат ноты уныния, смирения, преклонения перед долготерпением крестьянства.
В 1877 году была издана в Ярославле книга стихов Трефолева «Славянские отголоски». Леонид Николаевич в 1880-е писал политические сатиры как на либералов, так и консерваторов, в том числе эпиграммы на Каткова, Александра III («Царь наш — юный музыкант», «Музыкант», «Александр III и поп Иван»), Победоносцева. Сборник стихов Трефолева, изданный в 1894 году, был сильно укорочен цензурой.
Благодаря простоте языка, напевности, песенным интонациям песни на стихи Трефолева «Песня о камаринском мужике», «Дубинушка», «Когда я на почте служил ямщиком» стали народными песнями.

Трефолев осуществил рискованный эксперимент, решив прикоснуться к песне о камаринском мужике. Её фольклорный вариант, который поднял до облаков своим громоподобным голосом Федор Шаляпин, был гораздо короче и личностней. Однако дерзновенность поэта превратила песню в развернутую балладу, подарила ей завораживающие ритменные переходы, неожиданные повороты русского самоцветного слова, то плящущего, топча собственную шапку, то рыдающего всухую — только сотрясаниями плеч. Это ли не воплощённая неудержимая славянская стихия? Такая же трефолевская попытка с «Дубинушкой», к сожалению, не удалась.

## Память
В 1958 году в Ярославле был установлен памятник Л. Н. Трефолеву на улице, переименованной в его честь (бывшая Варваринская). Имя Трефолева носят ярославская библиотека-филиал № 6 и Ярославская областная премия за достижения в развитии журналистики. В Любиме, на улице, названной его именем, установлен посвящённый Трефолеву памятный знак.

## Основные работы
- Странники. Эпизод из истории раскола и Увеселения города Мологи. — Ярославль, 1866
- Заметка о первом провинциальном журнале «Уединенный пошехонец». — Ярославль, 1882
- Очерк деятельности ярославского губернского земства. Народное образование. — Ярославль, 1896
- Алексей Петрович Мельгунов, генерал-губернатор Екатерининских времен // Русский архив, 1865. — Изд. 2-е. — М., 1866. — Стб. 873—952. — Приложение: Фортунатов Ф. Заметки и дополнения вологжанина к статье об А. П. Мельгунове (Из запаса семейных бумаг и памяти) Архивная копия от 27 декабря 2013 на Wayback Machine
- Заплечный мастер // Русский архив, 1868. — Изд. 2-е. — М., 1869. — Стб. 1064—1068.
- Путешествие императора Павла по Ярославской губернии // Русский архив, 1870. — Изд. 2-е. — М., 1871. — Стб. 298—326. Архивная копия от 27 декабря 2013 на Wayback Machine
- Ростовская «сатира» 1800 года // Русский архив, 1896. — Кн. 1. — Вып. 2. — С. 206—208.
- Славянские отголоски (выпуск I), Ярославль, 1877.
- Стихотворения (1864—1893), Москва, 1894.
- Собрание стихотворений. М.; Л.: ОГИЗ — ГИХЛ, 1931.
- Неизданные стихи и автобиография // Литературное наследство. Кн. 3. М., 1932.
- Избранные стихотворения. Вводная статья и редакция И. А. Мартынова. Ярославское областное изд-во, 1937.
- Ярославская старина : исторические очерки. Ярославль : Ярославское кн. изд-во, 1946.
- Стихотворения. / Вступ. ст. и примеч. И. Айзенштока. Л., 1949 (Биб-ка поэта. Малая серия).
- Стихотворения. Л., 1951 (Б-ка поэта. Большая серия).
- Суриков И., Трефолев Л. Стихотворения. Ярославль : Верхн.-Волж. кн. изд-во, 1983.
- Исторические произведения. Ярославль : Верхн.-Волж. кн. изд-во, 1991.